# Gohad
Gohad é uma cidade e um município no distrito de Bhind, no estado indiano de Madhya Pradesh.

## Geografia
Gohad está localizada a 26° 26′ N, 78° 26′ L. Tem uma altitude média de 159 metros (521 pés).

## Demografia
Segundo o censo de 2001, Gohad tinha uma população de 45 194 habitantes. Os indivíduos do sexo masculino constituem 55% da população e os do sexo feminino 45%. Gohad tem uma taxa de literacia de 57%, inferior à média nacional de 59,5%: a literacia no sexo masculino é de 68% e no sexo feminino é de 44%. Em Gohad, 17% da população está abaixo dos 6 anos de idade.